# Gare de Meymac
Gare de Meymac – stacja kolejowa w miejscowości Meymac, w departamencie Corrèze, w regionie Nowa Akwitania, we Francji. Jest zarządzana przez SNCF i obsługiwana przez pociągi TER Nouvelle-Aquitaine.

## Położenie
Znajduje się na linii Le Palais – Eygurande - Merlines, na km 483,307 między stacjami Jassonneix oraz Ussel i km 651,351 linii Tulle – Meymac między stacjami Égletons i Ussel, na wysokości 703 m n.p.m.

## Linie kolejowe
- Linia Tulle – Meymac
- Linia Le Palais – Eygurande - Merlines